# Erich-Weinert-Medaille
Die Erich-Weinert-Medaille war in der Deutschen Demokratischen Republik (DDR) eine nichtstaatliche Auszeichnung der Freien Deutschen Jugend (FDJ).

## Geschichte
Die Medaille wurde vom Zentralrat der FDJ als „Kunstpreis der FDJ“ für beispielhafte künstlerische Gestaltung des Lebens der Jugend gestiftet. Es konnten pro Jahr bis zu 12 Preise an einzelne junge Künstler und Künstlerkollektive vergeben werden.
Über das Stiftungsdatum gibt es widersprüchliche Angaben. Während Erwin Geschonnecks erste Auszeichnung mit der Erich-Weinert-Medaille ins Jahr 1954 datiert wird, erwähnen andere Quellen ihre erstmalige Verleihung am 19. Dezember 1957. Die Auszeichnungen erfolgten dann bis 1989 jährlich am 7. März, dem Gründungstag der FDJ, an junge bzw. Nachwuchskünstler.

## Aussehen und Trageweise
Die vergoldete Medaille mit einem Durchmesser von 26 mm zeigt auf ihrem Avers das rechtsblickende Porträt von Erich Weinert und auf dem Revers die Aufschrift KUNSTPREIS DER FREIEN DEUTSCHEN JUGEND. Getragen wurde die Medaille an der linken oberen Brustseite an einer rechteckigen, mit blau bezogenen Spange.

## Preisträger (unvollständig)
- 1954: Erwin Geschonneck
- 1957: Günter Kochan
- 1958: Helmut Hauptmann, Günter Reisch
- 1959: Gustav von Wangenheim, Hans Müncheberg
- 1960: Walter Baumert, Horst Salomon, Bernhard Seeger, Hans Müncheberg[4]
- 1961: Doris Abeßer, Ruth Werner
- 1962: Jutta Bartus, Manfred Streubel
- 1963: Christel Bodenstein, Rudolf Böhm (Schriftsteller), Barbara Dittus, Manfred Krug, Armin Mueller-Stahl, Günter Görlich, Jürgen Wittdorf, Harry Thürk, Joachim Wohlgemuth
- 1964: Volker Braun, Heiner Müller, Otto Gotsche, Benno Pludra, Jens Gerlach (Lyriker)
- 1965: Horst Bastian, Rainer Kirsch, Sarah Kirsch, Claus Küchenmeister, Konrad Wolf, Manfred Krug, Der geteilte Himmel (Filmkollektiv)[5]
- 1966: Bruno Apitz, Horst Beseler, Günther Rücker, Walter Womacka, Erwin Geschonneck
- 1967: Strawalde alias Jürgen Böttcher, Claus Hammel, Eberhard Panitz, Joachim Rieß
- 1968: Wera Küchenmeister, Horst Salomon
- 1969: Kurt Demmler, Armin Stolper, Gojko Mitić
- 1970: Helmut Baierl, Gottfried Richter
- 1971: Jo Schulz
- 1972: Eduard Klein, Joochen Laabs, Reinhard Weisbach
- 1973: Thomas Lück
- 1974: Christa Johannsen
- 1975: Kristian Pech
- 1976: Gunther Erdmann[6], Veronika Fischer & Band[6], Gunter Preuß, Wolfgang Schoor[6], Thomanerchor Leipzig[6]
- 1977: Bernd Rump
- 1979: Karls Enkel (Liedertheater unter Leitung von Hans-Eckardt Wenzel),[7] electra[8]
- 1978: Hartmut Kanter (Journalist Jugendstudio-DT64-Podiumdiskothek)
- 1982: Werner Bergmann, Studio-Team[9]
- 1983: Hans-Peter Geiseler, Rudolf Grüttner, Rainer Herold, Hans-Joachim Schüler[10]
- 1984: Walter Thomas Heyn, Adolf Görtz
- 1986: Matthias Freihof, Cornelia Kaupert, Frank Matthus, Götz Schubert, Gerald Fiedler, Jan Josef Liefers, Torsten Michaelis, Axel Poike, Ellen Schaller, Birgit Schneider, Jörg Zachert, Marc Hetterle, Bärbel Jogschies, Franziska Arnold, Sven-Erik Just, Judith Schulz und Andrea Lüdke
- 1987: Reinhard Seehafer
- 1988: Günter Saalmann, Monika Ehrhardt (Schriftstellerin)[11]